# Saint-Thibault-des-Vignes
 Saint-Thibault-des-Vignes  es una población y comuna francesa, en la región de Isla de Francia, departamento de Sena y Marne, en el distrito de Torcy y cantón de Lagny-sur-Marne.

## Demografía
| 740 | 775 | 1288 | 1412 | 4207 | 6382 | 6 446 |
| Para los censos de 1962 a 1999 la población legal corresponde a la población sin duplicidades (Fuente: INSEE [Consultar]) |     |      |      |      |      |       |

Forma parte de la aglomeración urbana de París.